# Монтекукколи, Рудольф
Граф Рудольф Монтекукколи дели Эрри (нем. Rudolf Montecuccoli; 22 февраля 1843, Модена, Австрийская империя — 16 мая 1922, Баден) — австро-венгерский военно-морской деятель, командующий Императорским и Королевским Военно-морским флотом Австро-Венгрии в 1904—1913 годах. Адмирал.

## Биография
Представитель знатного рода Монтекукколи из Моденского герцогства, близкого к Эсте и Габсбургам.
В 1859 году окончил Военно-морскую академию во Фиуме (ныне Риека) и поступил гардемарином на службу в Императорский Военно-морской флот Австрийской империи.
Участник Австро-прусско-итальянской войны. В 1866 году в чине фендрика на борту броненосца «Адрия», отличился в битве при Лиссе. За мужественное поведение во время боя получил благодарность. В 1871 году был произведен в лейтенанты, а в 1882 году участвовал в подавлении восстания, которое вспыхнуло на военно-морской базе в Которе.
В 1884 назначен командовать транспортом «Элизабет», который использовался в качестве хранилища для торпед миноносцев. В 1885 году стал корветтен-капитаном. В чине фрегаттенкапитана в 1887 году он стал командиром яхты «Гриф», на борту которой принимал императрицу Елизавету во время средиземноморского круиза. В 1888 году получил командование над крейсером «Panther», а затем корабля «Cyklop». В 1889 г. он был назначен командиром шлюпа «Аврора», который осуществлял военно-морскую миссию в водах восточной Африки и вблизи Индии. По возвращении в Австрию стал четвёртым руководителем департамента военного министерства, но из-за серьёзного заболевания лёгких, длившегося нескольких месяцев, был вынужден покинуть свой пост, чтобы продолжить лечение должным образом.
С 1892 г. — линиеншиффкапитан, принял под командование крейсер «Kaiser Franz Joseph I». В 1894—1895 был начальником отдела управления военно-морского флота в Вене, затем — заместителем командира и командиром арсенала и базы в г. Пула. 1 ноября 1897 (11 ноября 1897?) получил чин контр-адмирала.
В 1900 году назначен командующим вновь сформированной австрийской эскадры для действий в Восточно-азиатском регионе, в составе которой на борту крейсера «Kaiserin Elizabeth» участвовал в подавлении боксёрского (Ихэтуаньского) восстания. С 1901 был председателем морского технического комитета. 27 апреля 1903 (1 мая 1903?) стал вице-адмиралом.
Командующий Императорским и Королевским военно-морским флотом Австро-Венгрии с 6 октября 1904 года. На посту командующего военно-морским флотом сменил Германа фон Спауна.
Возрождение флота Австрии связано с именем прекрасного администратора вице-адмирала графа Рудольфа Монтекукколи. В своей новой роли, он вскоре понял необходимость укрепления флота для защиты Адриатического побережья империи и кораблей торгового флота, численность которых значительно выросла в последние годы XIX века. Кроме того, несмотря на участие в Тройственном союзе, связыващем Австро-Венгрию, Германию и Италию, он опасался, что союзники, в случае войны, могли бы выступить против Центральных держав. Поэтому он считал необходимым развитие военно-морского флота Габсбургов.
С 30 апреля 1905 (1 мая 1905?) — адмирал.
В 1907 году, будучи начальником военно-морской секции Генерального штаба, Р. Монтекукколи заказал строительство двух линкоров нового класса типа «SMS Viribus Unitis» под предлогом возможного закрытия верфи из-за отсутствия значительных заказов. Ещё в феврале 1908 года командующим австро-венгерским флотом графом Рудольфом Монтекукколи было высказано мнение, что будущие австрийские линейные корабли должны иметь водоизмещение не менее 18-19 тысяч тонн. Но ряд бюджетных ограничений привёл к тому, что по программе 1907 года были построены «компромиссные» линкоры типа «Радецкий», с 4 305-мм и 8 240-мм орудиями и водоизмещением 14,5 тысяч тонн. Заказ был осуществлён без согласия парламента для экономии времени, что заставило правительство выделить средства, но Монтекукколи отправили в отставку.
В 1910—1911 он инициировал постройку и закупку для ВМФ Австро-Венгрии первых тяжёлых дредноутов, модернизированных торпедоносцев, эскадренных миноносцев типа «Татра» и нескольких субмарин.
Адмирал планировал к 1920 году иметь в составе ВМФ Австро-Венгрии 16 линейных кораблей, 12 крейсеров, 24 охотников, 72 эсминца, 12 подводных лодок и много гидросамолётов.
В связи с достижением 70-летнего возраста 1 марта 1913 вышел в отставку.